# فأر الخيل المخطط الصحراوي
أبو عَفَن أو أبو المَنْتَن أو فأر الخيل المخطط الصحراوي أو ابن عرس المنتن المخطط الصحراوي أو عرسة الصحراء المخططة أو النتينة (الاسم العلمي: Ictonyx libycus)، نوع من الثدييات ينتمي إلى فصيلة ابن عرس.

## الموطن
يتوزع فأر الخيل المخطط الصحراوي حول الحواف الشمالية والجنوبية للصحراء في موريتانيا والصحراء الغربية والمغرب في الغرب على طول ساحل البحر الأبيض المتوسط من شمال إفريقيا إلى نهر النيل في مصر، بينما في الجنوب نطاقها من منطقة الساحل إلى السودان وجيبوتي. يعيش فأر الخيط الصحراوي المخطط على حواف الصحاري، خاصة في الجبال، في التضاريس القاحلة والصخرية وشبه الصحاري الرملية، نادرًا في الأراضي الحرجية، ويفضل الموائل الشبيهة بالسهوب.